# Atla Regio
L'Atla Regio è una struttura geologica della superficie di Venere.